# Mesochorus pelvis
Mesochorus pelvis är en stekelart som beskrevs av Schwenke 2002. Mesochorus pelvis ingår i släktet Mesochorus och familjen brokparasitsteklar. Inga underarter finns listade i Catalogue of Life.